# Callicentrus cuneatus
Callicentrus cuneatus är en insektsart som beskrevs av Ramos 1989. Callicentrus cuneatus ingår i släktet Callicentrus och familjen hornstritar. Inga underarter finns listade i Catalogue of Life.